# Jesús María Satrústegui
Jesús María Satrústegui (bas. Jesus Maria Satrustegi Azpiroz; Pamplona, 12 gennaio 1954) è un ex calciatore spagnolo, di ruolo attaccante.
Assieme a Darko Kovačević, è primatista di reti con la Real Sociedad (10) nelle competizioni UEFA per club.

## Carriera

### Club
Con la Real Sociedad vinse il campionato nel 1981, 1982 e la Supercoppa di Spagna sempre nel 1982.
Si ritirò dal calcio giocato nel 1986,  a causa della rottura del legamento crociato anteriore e del menisco laterale del ginocchio destro, avvenuta nel 1982.

### Nazionale
Con la Spagna giocò dal 1975 al 1982 32 partite andando a segno 8 volte. Debuttò con le furie rosse il 16 novembre 1975 contro la Romania a Bucarest (2-2), mentre la sua ultima fu contro l'Inghilterra il 5 luglio 1982 a Madrid (0-0), durante il campionato mondiale. Partecipò, oltre che al campionato del mondo 1982, anche al campionato d'Europa 1980.
Conta inoltre alcune presenze con la Selezione di calcio dei Paesi Baschi.

## Palmarès

### Club
- Campionato spagnolo: 2

Real Sociedad: 1981, 1982
- Supercoppa di Spagna: 1

Real Sociedad: 1982